# Ewolucja regresywna
Ewolucja regresywna – szczególny przypadek procesu ewolucji biologicznej, w którym w wyniku procesów przystosowawczych następuje uproszczenie lub zanik struktur organizmu. Występuje m.in. u pasożytów wewnętrznych (np. tasiemca), które utraciły układ pokarmowy, oddechowy i wydalniczy czy organizmów osiadłych. Często jest podawana jako typowa w historii troglobiontów.
Termin „ewolucja regresywna” bywa krytykowany, jako niosący skojarzenia z lamarkizmem i wiązanymi z neolamarkizmem poglądami na ewolucję, jak ortogeneza, organicyzm czy finalizm. Bywa też określany jako mylący przez przeciwstawianie jej rzekomej właściwej ewolucji polegającej na komplikacji struktur. Zgodnie z tym podejściem przykłady opisywane jako ewolucja regresywna można rozpatrywać jako zwykłą ewolucję w modelu neodarwinistycznym bez konieczności jej wyróżniania. Wśród biologów używających tego terminu jest ona tłumaczona przez dwie hipotezy mieszczące się w neodarwinistycznym paradygmacie: neutralistyczną i przystosowawczą. Ta pierwsza zakłada, że pewne cechy dające przystosowanie u przodków danego organizmu stały się neutralne w nowych warunkach, więc geny je kształtujące są funkcjonalnie neutralne i mogą kumulować z czasem mutacje upośledzające tę cechę, druga zaś, że dobór naturalny promuje zanik tej cechy.  